# Антадзе, Манана Акакиевна
Манана Акакиевна Антадзе (груз. მანანა ანთაძე; род. 28 августа 1945, Тбилиси) — грузинская писательница и переводчица

, учредительница фонда Тбилисского Театра киноактёров имени Михаила Туманишвили

### Жизнь и карьера
В 1967 году окончила Тбилисский государственный университет, где изучала западноевропейские языки и литературу.
С 1981 по 1989 работала младшей научной сотрудницей в Центре исследований современной литературы в ТГУ. С 1974 работала переводчицей-фрилансеркой. Среди её многочисленных переводов — «Макбет» Уильяма Шекспира, «Жажда жизни» Ирвинга Стоуна и «Гарри Поттер и Философский камень» Дж. К. Роулинг.
В 2006 Антадзе стала лауреаткой ежегодных премий за «Новое письмо» в категориях «Новая грузинская пьеса» и «Лучший перевод». В июле 2009 участвовала в 31 Семинаре о современной литературе, а в августе того же года — во Всемирном образовательном культурном семинаре «Шекспир и его театр».

### Награды и знаки отличия
- 2002 — Почётная гражданка Домреми, Франция.
- 2015 — Премия Ивана Мачабели